# Leptoglossis
Leptoglossis je biljni rod iz porodice pomoćnica smješten u tribus Petunieae, dio novopriznate potporodice Petunioideae. Sastoji se od 6 južnoameričkih vrsta zeljastog bilja iz Perua i Argentine
Opisan je u The Botany of the Voyage of H.M.S. Sulphur 143. 1844[1845].

## Vrste
1. Leptoglossis albiflora  (I.M.Johnst.) Hunz. & Subils
2. Leptoglossis darcyana  Hunz. & Subils
3. Leptoglossis ferreyraei  Hunz. & Subils
4. Leptoglossis linifolia  (Miers) Benth. & Hook.f. ex Griseb.
5. Leptoglossis lomana  (Diels) Hunz.
6. Leptoglossis schwenckioides  Benth.

## Sinonimi
- Cyclostigma Phil.; Sert. Mendoc. Alt. 39 (1871)
- Leptofeddea Diels; Repert. Spec. Nov. Regni Veg. 16: 193 (1919)